# Aspledon
Aspledon (en grec antic Ἀσπληδών) era una antiga ciutat de Beòcia que Homer menciona al "Catàleg de les naus" a la Ilíada, situada a 20 estadis de distància d'Orcomen. Un riu anomenat Melas discorria entre les dues ciutats.
Estrabó diu que aquesta ciutat més tard es va anomenar Eudeielos (Εὐδείελος, la ben visible) per la seva situació. Pausànias diu que en el seu temps ja estava abandonada per la falta d'aigua. Es diu que la ciutat tenia aquest nom per Aspledó, un fill de Posidó i de la nimfa Midea, que l'hauria fundat. No es coneix amb exactitud la seva situació.